# Хейкорн, Эллен
Эллен Паулина Хейкорн (швед. Ellen Paulina Heijkorn; 19 мая 1869, Йерна — 12 июня 1950, Стокгольм) — шведский музыкальный педагог и композитор.

## Биография
Эллен Паулина Хейкорн родилась в 1869 году в Йерне. Её родителями были Юхан Фредрик Хейкорн, владелец мясной лавки, и Жозефина Энгстрём. В семье было двенадцать детей — все дочери. Юхан Хейкорн умер в 1878 году, и Жозефине пришлось одной растить дочерей. Все они, однако, получили достойное образование, и некоторые впоследствии стали учителями.
Эллен Хейкорн училась в Шведской королевской музыкальной академии и в 1891 закончила её по классу органа, а ещё через три года получила диплом преподавателя музыки. После этого Эллен преподавала пение в двух музыкальных школах: Katarina Folkskola и Gustav Vasa Folkskola. В последней из них она работала до самого конца своей карьеры.
Параллельно с преподаванием Хейкорн занималась сочинительством. Однако опубликованы были лишь 15 её песен, и неизвестно, писала ли она музыку в иных жанрах. Для некоторых из них Хейкорн написала как вокальную, так и фортепианную партию; для других — только вокальную. Несмотря на то, что она всю свою жизнь работала с детьми, песни её предназначены для взрослой аудитории.
Самая известная песня Хейкорн — «Mor, lilla mor» («Мама, мамочка») — написана в 1915 году на слова поэтессы и художницы Астрид Гюльстранд (Astrid Gullstrand), которая была подругой Эллен. Сентиментальный текст о матери в сочетании с вальсовой мелодией сделали песню чрезвычайно популярной. Существуют многочисленные записи и аранжировки этой песни, в том числе сделанные в 1920-х годах. Кроме того, она неоднократно переводилась и исполнялась на английском, датском, норвежском и финском языках.
Не менее известна песня «Julvisa» на слова Сакариаса Топелиуса. Опубликованная в 1920 году, она быстро вошла в число наиболее популярных в Швеции рождественских мелодий.
Эллен Хейкорн не была замужем и жила с матерью и незамужними сёстрами. В 1939 году она вышла на пенсию и умерла в 1950 году в Стокгольме.